# Guillaume de Bourg (mort en 1270)
Pour les articles homonymes, voir Guillaume de Bourg (homonymie).
Pour les autres membres de la famille, voir famille de Bourg.
Guillaume de Bourg, surnommé Guillaume le Jeune en comparaison à son grand-père Guillaume, ou, en anglais, William Óg de Burgh, était un noble anglo-irlandais.
Fils de Richard de Bourg, seigneur de Connaught, Guillaume se distingue notamment comme étant l'ancêtre des seigneurs de Mayo et des seigneurs de Clanricard. Il fut tué en 1270.

## Biographie
Guillaume, surnommé en gaélique Óg (le Jeune), également connu sous le nom de William fitz Richard Mór de Burgh, était le plus jeune fils de Richard de Bourg, seigneur de Connaught. Il fut tué lors de la bataille d'Áth an gCeap (en) par les Uí Conchobair en 1270. Il laissa un fils unique, sir Guillaume, également connu comme Guillaume le Gris (William Liath en gaélique), qui mourut en 1324.
Guillaume le Jeune est principalement connu comme l’auteur de la branche cadette de la famille de Bourg dont les membres issus de son fils Guillaume le Gris, constituèrent les dynasties gaélisées des Mac William Iochtar Bourke (ou Bourke de Mayo) seigneurs de Mayo, et les Mac William Uatchar Burke (ou Burke de Clanricard), seigneurs de Clanricard.

## Généalogie simplifiée
|  |  |  |  |                  |                  |                  |                  |                  |                  |                           |  |                            |                            |                            |                            |                             |                             |                             |                             |                             |                             |                     |                     |                     |                     |                     |                     |  |  |  |  |  |  |  |  |
|  |  |  |  |                  |                  |                  |                  |                  |                  | Guillaume († v. 1206)     |  |                            |                            |                            |                            |                             |                             |                             |                             |                             |                             |                     |                     |                     |                     |                     |                     |  |  |  |  |  |  |  |  |
|  |  |  |  |                  |                  |                  |                  |                  |                  |                           |  |                            |                            |                            |                            |                             |                             |                             |                             |                             |                             |                     |                     |                     |                     |                     |                     |  |  |  |  |  |  |  |  |
|  |  |  |  |                  |                  |                  |                  |                  |                  | Richard le Grand († 1243) |  |                            |                            |                            |                            |                             |                             |                             |                             |                             |                             |                     |                     |                     |                     |                     |                     |  |  |  |  |  |  |  |  |
|  |  |  |  |                  |                  |                  |                  |                  |                  |                           |  |                            |                            |                            |                            |                             |                             |                             |                             |                             |                             |                     |                     |                     |                     |                     |                     |  |  |  |  |  |  |  |  |
|  |  |  |  |                  |                  |                  |                  |                  |                  |                           |  |                            |                            |                            |                            |                             |                             |                             |                             |                             |                             |                     |                     |                     |                     |                     |                     |  |  |  |  |  |  |  |  |
|  |  |  |  | Gautier († 1271) | Gautier († 1271) | Gautier († 1271) | Gautier († 1271) | Gautier († 1271) | Gautier († 1271) |                           |  |                            |                            |                            |                            | Guillaume le Jeune († 1270) | Guillaume le Jeune († 1270) | Guillaume le Jeune († 1270) | Guillaume le Jeune († 1270) | Guillaume le Jeune († 1270) | Guillaume le Jeune († 1270) |                     |                     |                     |                     |                     |                     |  |  |  |  |  |  |  |  |
|  |  |  |  | Gautier († 1271) | Gautier († 1271) | Gautier († 1271) | Gautier († 1271) | Gautier († 1271) | Gautier († 1271) |                           |  |                            |                            |                            |                            | Guillaume le Jeune († 1270) | Guillaume le Jeune († 1270) | Guillaume le Jeune († 1270) | Guillaume le Jeune († 1270) | Guillaume le Jeune († 1270) | Guillaume le Jeune († 1270) |                     |                     |                     |                     |                     |                     |  |  |  |  |  |  |  |  |
|  |  |  |  | maison de Bourg  | maison de Bourg  | maison de Bourg  | maison de Bourg  | maison de Bourg  | maison de Bourg  |                           |  |                            |                            |                            |                            | Guillaume le Gris († 1324)  | Guillaume le Gris († 1324)  | Guillaume le Gris († 1324)  | Guillaume le Gris († 1324)  | Guillaume le Gris († 1324)  | Guillaume le Gris († 1324)  |                     |                     |                     |                     |                     |                     |  |  |  |  |  |  |  |  |
|  |  |  |  | maison de Bourg  | maison de Bourg  | maison de Bourg  | maison de Bourg  | maison de Bourg  | maison de Bourg  |                           |  |                            |                            |                            |                            | Guillaume le Gris († 1324)  | Guillaume le Gris († 1324)  | Guillaume le Gris († 1324)  | Guillaume le Gris († 1324)  | Guillaume le Gris († 1324)  | Guillaume le Gris († 1324)  |                     |                     |                     |                     |                     |                     |  |  |  |  |  |  |  |  |
|  |  |  |  |                  |                  |                  |                  |                  |                  |                           |  |                            |                            |                            |                            |                             |                             |                             |                             |                             |                             |                     |                     |                     |                     |                     |                     |  |  |  |  |  |  |  |  |
|  |  |  |  |                  |                  |                  |                  |                  |                  |                           |  | Edmond l'Écossais († 1375) | Edmond l'Écossais († 1375) | Edmond l'Écossais († 1375) | Edmond l'Écossais († 1375) | Edmond l'Écossais († 1375)  | Edmond l'Écossais († 1375)  |                             |                             |                             |                             | Ulick († 1343)      | Ulick († 1343)      | Ulick († 1343)      | Ulick († 1343)      | Ulick († 1343)      | Ulick († 1343)      |  |  |  |  |  |  |  |  |
|  |  |  |  |                  |                  |                  |                  |                  |                  |                           |  | Edmond l'Écossais († 1375) | Edmond l'Écossais († 1375) | Edmond l'Écossais († 1375) | Edmond l'Écossais († 1375) | Edmond l'Écossais († 1375)  | Edmond l'Écossais († 1375)  |                             |                             |                             |                             | Ulick († 1343)      | Ulick († 1343)      | Ulick († 1343)      | Ulick († 1343)      | Ulick († 1343)      | Ulick († 1343)      |  |  |  |  |  |  |  |  |
|  |  |  |  |                  |                  |                  |                  |                  |                  |                           |  | Bourke de Mayo             | Bourke de Mayo             | Bourke de Mayo             | Bourke de Mayo             | Bourke de Mayo              | Bourke de Mayo              |                             |                             |                             |                             | Burke de Clanricard | Burke de Clanricard | Burke de Clanricard | Burke de Clanricard | Burke de Clanricard | Burke de Clanricard |  |  |  |  |  |  |  |  |